# Hinnøya
Hinnøya (v severní sámštině Iinnasuolu) je ostrov v Norském moři při pobřeží severního Norska. Je nejlidnatějším ostrovem Norska a největším v pevninské části země (tři větší ostrovy Západní Špicberk, Severovýchodní země a Edgeův ostrov jsou součástí nezařazeného území Svalbard). Má rozlohu 2 198 km² a žije na něm přes třicet tisíc obyvatel. Jediným městem na ostrově je Harstad se zhruba dvaceti tisíci obyvateli.
Název Hinnøya znamená norsky Rozpůlený ostrov, protože ho dlouhé zálivy Gullesfjorden a Øksfjorden dělí na dvě části, spojené pouze 5 km širokou šíjí. Ostrov náleží čtyřem různým distriktům: Vesterålen, Lofoty, Ofoten (kraj Nordland) a Jižní Troms (kraj Troms). Vnitrozemí ostrova je hornaté, nejvyšším vrcholem je Møysalen (1262 metrů nad mořem), obklopený stejnojmenným národním parkem o rozloze 51 km². Dalším chráněným územím jsou starobylé borové lesy v údolí Forfjord. Podnebí je oceánské s malými rozdíly mezi létem a zimou, roční průměrná teplota činí 4 °C. Srážky dosahují na návětrné straně ostrova až 1 800 mm ročně.
S pevninou spojuje ostrov most Tjeldsundbrua dlouhý 1007 metrů a zprovozněný v roce 1967. V roce 2007 byl dokončen systém tunelů a mostů Lofast, součást Evropské silnice E10, díky němuž je možno dostat se přes Hinnøya na souostroví Lofoty suchou nohou.